# Йован Стрезовський
Йо́ван Стрезо́вський (мак. Йован Стрезовски; *26 квітня 1931, с. Подгорці, Струзька община, Королівство Югославія, тепер Північна Македонія) — македонський поет, письменник, журналіст і перекладач; громадський діяч — багаторічний директор літературного фестивалю «Струзькі вечори поезії» ("Струшките вечери на поезијата").

## З біографії
Йован Стрезовський народився 26 квітня 1931 року в с. Подгорцях Струзької общини.
Закінчив філософський факультет Скопського університету.
Учителював, зокрема працював директором Першої гімназії у місті Струга. Активно займався журналістською діяльністю — працював на Радіо Скоп'є.
Письменник був членом Спілки письменників Македонії починаючи з 1960 року.
Йован Стрезовський відомий як багаторічний незмінний директор міжнародного літературного фестивалю «Струзькі вечори поезії», яскравої культурної події міста і країни в цілому.

## Творчість і визнання
Й. Стрезовський є автором багатьох поетичних збірок, оповідань, декількох романів; відомий і як дитячий письменник.
Бібліографія:
- «Світлячки» (Светулки, дитяча поезія, 1957);
- «Остання афіша» (Последниот фишек, оповідання для дітей, 1958);
- «Шепіт» (поезія, 1958);
- «Барвисті пісні» (Шарени песни, дитяча поезія, 1959);
- «Зелені окуляри» (Зелени очила, 1960);
- «Люди зі шрамами» (Луѓе со лузни, оповідання, 1961);
- «Шлях до зорі» (Патот до зората, роман для дітей, 1962);
- «Дружина братерського стовбура» (Дружината „Братско стебло“, роман для дітей, 1964);
- «Кольорове люстро» (Шарено огледало, поезія для дітей, 1965);
- «Від Північного до Південного полюса» (Од Северен до Јужен пол, дитяча поезія, 1966);
- «Сини» (Синови, роман для дітей, 1968);
- «Кроки у часі» (Чекори во времето, поезія, 1971);
- «Орден безкраю» (Орвеј на бескрајот, поезія, 1971);
- «Вода» (роман, 1972);
- «Озерна квітка» (Езерски цвет, дитяча поезія, 1973);
- Саатот кукавица (роман для дітей, 1978);
- Свето проклето (роман, 1978);
- Зарек (роман, 1981);
- Велебилје (поезія, 1985);
- Јанѕа (роман, 1986);
- «Таємниці» (Тајни, оповідання, 1989);
- Злодобро (роман, 1990);
- «Озерних сон» (Езерски сон, 1990);
- «Дивовижний світ» (Чуден свет, поезія, 1991);
- «Хто і чому?» (Кој и зошто, загадки, 1991);
- «Перше кохання» (Прва љубов, оповідання, 1992);
- Сили (оповідання, 1992);
- Плетеница (поезія, 1992);
- «Єретик» (Еретик, роман, 1994);
- Животраг (роман, 1995);
- Свет во свет (поезія, 1996);
- «Відсвіт» (Блик, поезія, 2000)[6];
- «Книга життя» (Книга на животот, оповідання, 2011);
- «Пласти» (Слоеви);
- «Тичасово і тривко» („Времено и трајно“).

Українською мовою оповідання Йована Стрезовського «Неспокійна ніч» і «Доброволки» переклав Андрій Лисенко (увійшли до збірки «Македонська новела», яка вийшла 1972 року в серії «Зарубіжна новела» і за яку перекладач отримав міжнародну премію «Золоте перо»).
Йован Стрезовський за свою літературну творчість має низку місцевих нагород і визнань, зокрема премії „11 октомври“, „Стале Попов“, „РТВ Скопие“, „Гоцева повелба“, "Ацо Шопов" (2009), а також перший носій премії Спілки письменників Македонії "Державин" (2016) за поетичну збірку «Тичасово і тривко».